# Apolonio Eidógrafo
Apolonio Eidographos (en griego antiguo: ειδογράφος), también llamado Apolonio de Alejandría (... - 175 a. C.), fue un gramático griego. 
Fue el quinto bibliotecario de la Biblioteca de Alejandría. Ocupó ese cargo a partir de 189 a. C. y se mantuvo en él hasta su muerte.
Durante su trabajo en la Biblioteca mantuvo conferencias sobre la obra de Aristófanes y se ocupó de clasificar y ordenar cronológicamente los poemas de Píndaro.